# Mycosphaerella papuana
Mycosphaerella papuana är en svampart som beskrevs av Sivan. 1986. Mycosphaerella papuana ingår i släktet Mycosphaerella och familjen Mycosphaerellaceae.   Inga underarter finns listade i Catalogue of Life.